# Margarita Alexandre
Margarita Alexandre Labarga (León, 3 de julio de 1923-Madrid, 23 de diciembre de 2015) fue una actriz, directora  y productora de cine y teatro española, activa en las primeras décadas de la dictadura franquista en España y en el exilio en Cuba. Es una de las primeras directoras del cine español junto con Elena Jordi, Helena Cortesina, Ana Mariscal y Rosario Pi.

## Biografía
Margarita Alexandre nació en León, en el seno de una familia acomodada. Su padre era francés y su madre había nacido en Puerto Rico, cuando su abuelo, el militar Francisco Labarga, fue destinado a la guerra de Cuba. Su infancia transcurrió en Madrid, hasta que en 1938, con motivo de la guerra civil, fue evacuada a Valencia (donde permanecería hasta el final de la contienda) junto a su madre y sus hermanas. Poco después de regresar a Madrid, a la edad de dieciocho años, consigue su primer papel como actriz encarnando a la Inmaculada Concepción de Murillo en la película Tierra y cielo (Eusebio F. Ardavín, 1941), en la que aparece acreditada como Margarita Sandra. Se casa muy joven, en 1943, en un matrimonio de compromiso abierto, con Juan José Melgar y Rojas, XII Conde de Villamonte. La unión afectiva duró poco pero ambos respetaron la legal, dándose mutuamente libertad de acción y manteniendo su amistad.
Siendo una mujer inquieta, no se conforma con el papel de esposa fiel, desdeña el rol pasivo asociado a su estatus y comienza a relacionarse con gentes del mundillo madrileño del cine de la época. Durante el rodaje de Puebla de las mujeres del director Antonio del Amo conoce al crítico de cine Rafael Torrecilla, que sería su pareja sentimental y profesional durante muchos años y con quién funda la productora Altamira Films, empresa que posteriormente se renombrará como Nervión Films y en la que también colabora el director de fotografía Juan Mariné. Durante la década de 1950 Alexandre y Torrecilla dirigen y producen Cristo (1953), La ciudad perdida (1954), adaptación de la novela homónima de Mercedes Formica, cuyo guion fue mutilado por la censura, y La Gata (1955), primera película rodada en Cinemascope con capital íntegramente español e interpretada por Aurora Bautista y Jorge Mistral. Asimismo producen Un hecho violento (José María Forqué,1958) y Nada menos que un Arkángel (Antonio del Amo, 1958).
En 1959 Margarita Alexandre y Rafael Torrecilla deciden marchar a México, donde cuentan con contactos entre la colonia cinematográfica de exiliados republicanos liderada por Luis Buñuel. No obstante, mientras se encuentran en Nueva York esperando los visados, se encuentran con Manuel Barbachano Ponce y deciden acompañarle a Cuba, donde acaba de triunfar la Revolución. Se quedarán a vivir allí once años, durante los que Alexandre trabajará, en estrecha colaboración con Tomás Gutiérrez Alea, para el recién fundado Instituto Cubano del Arte e Industria Cinematográficos (ICAIC) y para el Teatro Musical de La Habana.
En 1971 Alexandre se reúne con Torrecilla en Italia, donde él había trabajado como consejero comercial de la Embajada de Cuba en Roma. En su casa de la Toscana recibirán a buena parte de escritores e intelectuales disidentes del régimen franquista. Permanecerán en Italia hasta el final de la dictadura, momento en el que deciden regresar a España. Margarita Alexandre falleció el 23 de diciembre de 2015 en su casa de Madrid a la edad de 92 años.
En julio de 2023, la plataforma de cine online FlixOlé estrenó el documental 'Margarita Alexandre' en el que se repasaba su vida.

## Trayectoria cinematográfica
En 1953 Alexandre y Torrecilla rodaron el documental Cristo; un trabajo experimental de Juan Mariné sobre mil quinientas pinturas religiosas de los siglos XVI, XVII y XVIII que narran la vida de Jesús. El film gozó del aplauso del caudillo, quien lo declaró de interés nacional y recibió a sus autores en El Pardo.

## Filmografía

### Como directora
- 1954: Cristo (documental) (Margarita Alexandre y Rafael Torrecilla)
- 1955: La ciudad perdida (Margarita Alexandre y Rafael Torrecilla)
- 1956: La gata (Margarita Alexandre y Rafael Torrecilla)

### Como actriz
- 1941: Tierra y cielo (Eusebio Fernández Ardavín)
- 1941: Porque te vi llorar (sin acreditar) (Juan de Orduña)
- 1942: Correo de Indias (Edgar Neville)
- 1949: Sabela de Cambados (Ramón Torrado)
- 1950: Jack, el negro / Flower seller (Julien Duvivier)
- 1951: El negro que tenía el alma blanca (Hugo del Carril)
- 1951: Ronda española (Ladislao Vajda)
- 1952: Quema el suelo (Luis Marquina)
- 1952: Barco sin rumbo (José María Elorrieta)
- 1953: Puebla de las mujeres (Antonio del Amo)

### Como productora ejecutiva
- 1953: Cristo (Margarita Alexandre y Rafael Torrecilla)
- 1954: La ciudad perdida (Margarita Alexandre y Rafael Torrecilla)
- 1956: La gata (Margarita Alexandre y Rafael Torrecilla)
- 1958: Nada menos que un arkángel[cita requerida] (Antonio del Amo)
- 1958: Un hecho violento (José María Forqué)
- 1962: Las doce sillas (Tomás Gutiérrez Alea)
- 1964: Cumbite (Tomás Gutiérrez Alea)
- 1966: La muerte de un burócrata (Tomás Gutiérrez Alea)

### Como guionista
- 1954: Cristo (documental) (Margarita Alexandre y Rafael Torrecilla)
- 1955: La ciudad perdida (Margarita Alexandre y Rafael Torrecilla)

### Como productora
- 1963: Preludio 11 (Kurt Maetzig)
- 1979: Operación Ogro (Gillo Pontecorvo)

### Televisión
- 1995: Cine de barrio  - 27 de julio de 1995.

## Galardones
9.ª edición de las Medallas del Círculo de Escritores Cinematográficos
| Categoría                    | Película | Resultado |
| ---------------------------- | -------- | --------- |
| Premio especial a documental | Cristo   | Ganadora  |

- 2004ː Medalla de Honor de la Asociación Española de Historiadores del Cine, ex aequo con Juan Mariné.[6]